# Voineasa (Olt)
Voineasa is een Roemeense gemeente in het district Olt.
Voineasa telt 2086 inwoners.